# Gerd Grabow
Gerd Heinz Grabow (* 15. September 1928 in Weißenfels) ist ein deutscher Maschinenbauingenieur und Hochschullehrer.

## Leben
Er besuchte in seiner Heimatstadt die Schule und ließ sich anschließend in Halle (Saale) im Reichsbahnausbesserungswerk zum Dreher ausbilden. Nach dem Abitur an der Arbeiter-und-Bauern-Fakultät in Halle studierte er von 1949 bis 1953 Maschinenbau in der Fachrichtung Kraft- und Arbeitsmaschinen an der Technischen Hochschule Dresden.
Von 1953 bis 1972 arbeitete Gerd Grabow im VEB Kombinat Pumpen und Verdichter in Halle (Saale). Von 1958 bis 1969 hatte er daneben einen Lehrauftrag zum Thema Pumpen und Verdichter an der Technischen Hochschule Magdeburg. 1969 wurde er in Magdeburg promoviert und 1972 absolvierte er dort die Promotion B.
Ab 1972 wirkte er als ordentlicher Professor für Energiewandlungs- und Fluidenergiemaschinen, Technische Thermodynamik und Energieumwandlungsprozesse an der Bergakademie Freiberg. Im Jahr 1995 wurde er emeritiert. Am 17. September 2018 veranstaltete die Professur für Strömungsmechanik und Strömungsmaschinen der TU Bergakademie aus Anlass seines 90. Geburtstages ein Ehrenkolloquium, ein weiteres fand an seinem 95. Geburtstag, am 15. September 2023 statt. An der Bergakademie Freiberg setzte er sich für den Wiederaufbau der Modellsammlung für den Bergbau und das Hüttenwesen ein, die im dortigen Traditionskabinett ausgestellt werden.
Seit dem Eintritt in den Ruhestand publiziert Grabow regelmäßig zu historischen Persönlichkeiten in regionalgeschichtlichen Zeitschriften des Erzgebirges und Sachsen.

## Veröffentlichungen (Auswahl)
- Untersuchung der Energieübertragung an das Fördermedium im Arbeitsraum von Freistrompumpen mit Hilfe von Geschwindigkeits- und Druckverteilungsmessungen (Dissertation, TH Magdeburg, 1969)
- Einfluss der Schaufelform auf das Kennlinienverhalten von Peripheral-Seitenkanalpumpen und hydrodynamischen Strömungskupplungen (Föttinger-Prinzip) (Dissertation B, 1971)
- Einige Probleme zur Erhöhung der Energiedichte bei Energiewandlungsmaschinen (1978)
- Optimierung hydraulischer Förderverfahren zur submarinen Gewinnung mineralischer Rohstoffe (1978)
- Das Leben und Wirken von Gustav Anton Zeuner (1828 bis 1907) (1984)
- Zur Theorie der Peripheral-Seitenkanalpumpen und -gebläse (1985)
- Untersuchung verschiedener Wirkprinzipien zum hydraulischen Feststofftransport (1986)
- Ein Beitrag zur Regelung und Schaltung von Kreiselpumpen (1989)
- Beitrag zur Berechnung von Flüssigkeitsring-Maschinen (Vakuumpumpen und Verdichter) (1990)
- Das erweiterte CORDIER-Diagramm für Fluidenergiemaschinen und Verbrennungsmotoren (1993)
- Flüssigkeitsstrahlapparate zur Förderung von Feststoffen (1995)
- Umlaufkolbenmaschinen zur Förderung von Flüssigkeiten und Gasen (1995)